# Станіслав Янке
Станіслав Янке (каш. Stanisłôw Janke, пол. Stanisław Janke, нар. 20 березня 1956, Косьцежина) — поет, прозаїк, перекладач, літературознавець, оглядач, творець кашубської літератури. Живе у Вейгерово.

## Нагороди
- 1991 — Медаль Столема
- 1997 — 1-а премія в Літературному конкурсі міста Гданська за роман «Жовтий камінь»
- 1997 — 1-а премія в Польському національному конкурсі прози ім. Яна Джежджона за кашубські оповідання
- 2003 — Медаль «Авраамова срібна табакерка»
- 2003 — Лауреат премії Президента міста Гданськ у галузі культури
- 2007 — Медаль — Заслуга перед Вейгеровським повітом
- 2010 — Герб Літерацький за переклад «Пана Тадеуша» Адама Міцкевича кашубською мовою
- 2010 — премія Remus за досягнення у галузі художньої творчості та пропаганди і захисту культури
- 2011 — Герб Кашубський за заслуги в комуні Вейгерово
- 2016 — Медаль Троянди від мера Вейгерова
- 2016 — Почесний громадянин комуни Ліпуш
- 2018 — Кашубська літературна премія

## Творчість

### Поезія кашубською мовою
- Ju nie jem motélnikem (Już nie jestem motylem) 1983[2]
- Żużónka jak mrzónka. Kołysanka z marzeń 1984
- Kol kuńca wieku (Pod koniec wieku) 1990
- Do biôłégo rena (Do białego rana) 1994
- Krôjczi pôjczi (Koszałki opałki) 1997
- Piesniodzejanié (Tworzenie) 2003[3]
- Pò mie swiata nie mdze (Po mnie świata nie będzie) 2007[4]

### Проза кашубською мовою
- Łiskawica (Блискавка) 1988[5]
- Psë (Пси) 1991
- Żôłti kam (Жовтий камінь) 2014[6]

### Проза польською мовою
- Żółty kamień 1998[7]
- Lelek 2001[8]
- Piękniewo 2005[9]
- Droga do Korony 2008[10]